# Shi Na
Shi Na, född 17 februari 1981, är en friidrottare från Kina. Hon deltog vid olympiska sommarspelen 2008.